# تروسا (السويد)
تروسا هي موقع ومقر بلدية تروسا في مقاطعة سودرمانلندفي دولة.وفي عام 2010 بلغ عدد سكان البلدة 5,027 نسمة وأما البلدية فبلغ عددهم 11,417 نسمة في عام 2010. تتكون بلدية تروسا من ثلاث مدن تروسا وفاسترل جنق و فاقن هيرد. و على الرغم من صغر حجمها فإن تروسا تعتبر ثاني اسرع مدينة نمواً في السويد بنسبة 2,9 % في عام 2008 وتأتي في المرتبة الثالثة كأفضل مناخ للإعمال في السويد عام 2011 .

## تاريخها
في القرن الرابع عشر عرفت تروسا كمدينة وفي القرن الخامس عشر كانت موقع مهم للتجار وحصلت المدينة على امتيازاتها في عام 1454 من قبل الملك السويدي تشارلز الثامن (المعروف باسم كارل كنوتسون بوند). نظرا لارتداد ما بعد العصر الجليدي في أوائل القرن السابع عشر تم نقل وسط المدينة إلى موقعها الحالي قبل بالقرب من مصب نهر تروسا. وقد أكتسبت المدينة بسالتها في الموقع الجديد من قبل الملك كارل التاسع بتاريخ 19 أبريل عام 1610.
قام الروس في عام 1719 بحرق المدينة كلياً ونهبها وقد هوجمت بشكل متكرر خلال الحرب الشمالية العظمى ولكن الكنيسة المحلية ودار الفقراء قد نجت من جميع هذه الاعتداءات وفي عصرنا هذا وضع هذين المبنيين للعرض في وسط مدينة تروسا لتذكير الناس بتلك الأوقات الصعبة.

## حاضرها
في يومنا هذا تعتبر تروسا واحدة من أغنى اربع مجتمعات في السويد(32 % من نسبة سكانها يكسبون أكثر من 1,5 مليون كرونة سويدية سنويا) والكثير من المشاهير يملكون منازل في تروسا أو بالقرب منها ويذهبون للإستجمام فيها في موسم الصيف وعلى سبيل المثال من المشاهير الذين يعيشون فيها بير موربرق طاه وهو ممثل وصياد وكذلك تومي كوربرق و الأسرة السويدية الحاكمة وميكائيل بيرسبراندت وعباس بيني أندرسون وبيورن الفيس وكذلك فار غوستا لارسون مؤسس كامفيل الذي عاش حياته كلها في تروسا وفي يومنا هذا أسرة لارسون-ماركمان تقوم بإدارة شركته.
إرتفع العدد العام للسكان الذين يعيشون في تروسا بنسبة 131% خلال أشهر الصيف من يونيو إلى أغسطس بسبب ارتفاع نسبة المساكن الصيفية. يذهب عدد كبير من السياح إلى تروسا سنويا ويقدر مجلس السياحة في سودرمانلند ان عدد الاشخاص من جميع انحاء العالم الذين يمرون عبر بلدة تروسا أنهم 250,000 شخص على الأقل سنوياً. وخلال عام 2010 احتفل سكان بلدة تروسا بمرور 400 سنة على تعريفها كمدينة في موقعها الحالي تحت شعار «المستقبل منذ عام 1610».

## التعليم
يوجد في تروسا اربع مدارس ابتدائية (من الصف الأول إلى السادس) ومدرستان إعدادية (من الصف السابع إلى التاسع) وحالياً لايوجد إي خطط لبناء مدرسة ثانوية أو جامعة/كلية داخل نطاق البلدية.